# Eamon O’Kane
Eamon O’Kane (* 18. März 1982 in Belfast) ist ein ehemaliger irischer Profiboxer im Mittelgewicht.

## Amateurkarriere
O’Kane startete für den Boxklub Immaculata ABC Belfast und kämpfte im Mittelgewicht. Sein Trainer war Gerry Nuggent. Obwohl Nordirland nicht zur Republik Irland, sondern zum Vereinigten Königreich gehört, startete O’Kane sowohl bei den Meisterschaften von Ulster als auch bei den irischen Meisterschaften. Auch auf internationaler Ebene trat er für Irland an.
Die Meisterschaft von Ulster gewann er mehrfach, zuletzt 2010. Bei irischen Meisterschaften hatte er unter anderem mit Jason Quigley, Darren O’Neill, Darren Sutherland und Andy Lee harte Konkurrenz. 2003, 2005 und 2007 gewann er Silber, sowie 2009 und 2010 Bronze.
Bei den Commonwealth-Meisterschaften 2003 gewann er die Silbermedaille, wobei er Neil Perkins besiegen konnte und im Finale gegen Jamie Pittman unterlegen war. 2005 gewann er erneut Silber nach Finalniederlage gegen James DeGale, sowie 2007 die Goldmedaille nach einem Finalsieg gegen George Groves.
Bei den Europameisterschaften 2008 in Liverpool besiegte er Adem Kılıççı und Andranik Hakobjan, verlor im Halbfinale gegen Maxim Koptjakow und gewann somit eine Bronzemedaille. Zudem gewann er 2010 die Commonwealth Games mit einem Finalsieg gegen Anthony Ogogo.

## Profikarriere
Sein Profidebüt gewann er am 4. Juni 2011 vorzeitig in der ersten Runde gegen Dmitrij Kalinovskij. 2012 gewann er das Prizefighter All Irish Tournament und 2013 den irischen Meistertitel im Mittelgewicht. Im Oktober 2013 besiegte er den Europameister Kerry Hope beim Kampf um den interkontinentalen IBF-Titel und im April 2014 den Mexikaner Alvaro Gaona beim Duell um den Titel WBC International Silver. Im September 2014 boxte er zudem ein Unentschieden gegen Virgilijus Stapulionis.
Im Mai 2015 schlug er den unbesiegten Lewis Taylor (Bilanz: 16-0) und konnte am 17. Oktober 2015 zu einer IBF-Titelausscheidung im Madison Square Garden von New York City antreten, welche er jedoch einstimmig gegen Tureano Johnson verlor.
Im April 2016 beendete er aus familiären und gesundheitlichen Gründen seine Boxkarriere.